# 山科植物資料館
山科植物資料館（やましなしょくぶつしりょうかん）は、京都府京都市にある薬用植物園。
製薬会社の日本新薬が運営する植物園であり、1934年（昭和9年）に回虫駆除薬サントニンの原料植物となるミブヨモギの栽培試験ほ場として開設された。
およそ2,400坪の敷地内で3,000種類以上の薬用植物が植栽されている。

## 歴史
山科植物資料館は、日本新薬が1934年（昭和9年）に開設した『山科実験農場』を前身としている。
同社は、創業当時（1919年（大正8年））の日本における回虫の感染率の高さに着目し、回虫駆除薬のサントニンの国産化を目指していた。
サントニンの原料植物のひとつであるシナヨモギは、ソビエト連邦（当時）で栽培されており、日本では100%国外からの輸入に頼っていた。
しかし、第一次世界大戦により、ソ連がシナヨモギの国外流出禁止政策を採ったため、入手が困難になった。
1927年（昭和2年）、南ヨーロッパの沿海地に自生するヨモギの一種（Artemisia maritima L. ssp. monogyna Waldst. et. Kit, キク科ヨモギ属）の種子を試験栽培し、その花のつぼみからサントニンの結晶化に成功した。
当時の日本新薬の本社と栽培試験ほ場だった京都府壬生の地名にちなみ、この植物はミブヨモギ と命名された。
ミブヨモギの栽培と結晶化に成功したものの、ヨーロッパ原産のミブヨモギは日本の高温多湿に弱く、また自家不和合性による変異が多いためサントニンの含量にも個体差があった。
そこでミブヨモギの栽培方法の確立と品種改良を目的とした栽培試験ほ場として、1934年（昭和9年）11月に山科実験農場を開設した。
1937年（昭和12年）、より多くのサントニンを抽出できる『山科二号』の開発に成功し、1940年（昭和15年）に初の国産となるサントニンが発売された。
1953年（昭和28年）には、ミブヨモギのさらなる研究と品種改良、新たな薬用植物の研究・開発のため、同農場を改組・整備し、山科薬用植物研究所を開設。
また、1994年（平成6年）に山科植物資料館へと改称した。

## コレクション
同資料館では、およそ2,400坪の敷地内で3,000種類以上の薬用植物を植栽している。
代表的な植物はミブヨモギであるが、環境省指定の絶滅危惧種や、キソウテンガイなどの世界中で絶滅が危惧されている植物なども栽培・展示されている。

## 施設
※注記がない限り、本節の出典は公式サイトの『資料館の概要』（2019年12月当時）による。
- 大温室
- ミブヨモギ記念館
- 見本園
- シダ園
- ビオトープ
- ロックガーデン
- セミナールーム

## 活動状況
同資料館では、主に植物園業務と希少植物の調査・研究を行っている。
植物の学名普及の功績により、2017年度に日本植物園協会よりアボック・カルタ賞を受賞した。

## アクセス
一般公開はされていないため、事前に見学研修会に応募する必要がある。
- JR西日本琵琶湖線・京都市営地下鉄東西線 山科駅からタクシーで約10分[10]
- 京都市営地下鉄東西線 椥辻駅2番出口から徒歩7分[10]